# Jana Gerisch
Jana Gerisch (* 24. Mai 1978 in Parchim als Jana Müller) ist eine ehemalige deutsche Volleyballspielerin.

## Karriere
Jana Gerisch wuchs in Matzlow bei Parchim auf und begann ihre Karriere beim SV Fortschritt Neustadt-Glewe. 1990 wechselte sie im Alter von zwölf Jahren zum Schweriner SC und schaffte bereits 1997 den Sprung in die erste Mannschaft. Neben diversen Jugend- und Juniorentiteln gewann sie mit dem SSC vier deutsche Meistertitel und einmal den DVV-Pokal. Ab 2004 spielte sie erfolgreich für den Dresdner SC in der 1. Bundesliga, mit dem sie im Jahr 2007 erneut Deutscher Meister wurde. Zudem gewann sie 2010 mit dem DSC den DVV-Pokal sowie den Challenge Cup.
Im Juni 2009 heiratete sie Felix Gerisch und nahm dessen Namen an. Nach der Saison 2009/10 beendete sie ihre Karriere.

### International
Für die deutsche Frauen-Nationalmannschaft nahm sie ab 2001 an einer Vielzahl von Turnieren teil, unter anderem bei der Weltmeisterschaft 2002, der Europameisterschaft 2005 sowie dem Grand Prix 2001 und 2002.